# Abner Waterhouse
Benjamin Waterhouse známější pod jménem Abner Waterhouse, (* 11. června 1985 v Apii, Samoa) je samojský zápasník–judista, který od roku 2014 reprezentuje Americkou Samou. Žije na Novém Zélandu, kde pracuje jako sběrač ovoce. Jeho starší bratr Travolta se účastnil olympijských her v Sydney v judu v roce 2000. Na mezinárodní scéně se objevuje od roku 2009. V roce 2012 se na olympijské hry v Londýně nekvalifikoval. Olympijské účasti se dočkal po čtyřech letech už jako reprezentant Americké Samoy. V roce 2016 se na něho usmálo štěstí v podobě oceánské kontinentální kvóty pro účast na olympijských hrách v Riu, kde vypadl v úvodním kole.